# 홈즈 법칙
초전도의 홈즈 법칙은 초전도체의 천이온도가 온도 0(즉, 초유체 밀도)에서 초전도 상태의 세기 곱하기 천이 온도 이상에서의 전기저항)에 비례한다는 주장이다. 법칙은 물리학자 크리스토퍼 홈즈의 성을 따서 지어졌다. 그리고 2004년 7월 29일 처음 네이처지에 발표되었다.
홈즈법칙은 천이온도 이상의 저항이 크므로 산화 구리 초전도체가 높은 천이 온도를 지님을 예측하였다.
프란시스 프래트와 스테펜 블룬델은 홈즈 법칙이 유기 초전도체에서는 위배됨을 보였다. 이 작업은 2005년 3월 피지컬 리뷰 레터에 발표되었다.